# ويلسون سيبيدا
ويلسون سيبيدا (بالإسبانية: Wilson Cepeda)‏ هو دراج كولومبي، ولد في 2 سبتمبر 1980 في Paipa ‏ في كولومبيا.

## وصلات خارجية
- ويلسون سيبيدا على موقع الاتحاد الدولي للدراجات (الإنجليزية)
- ويلسون سيبيدا على موقع أرشيف الدراجات (الإنجليزية)
- ويلسون سيبيدا على موقع إحصائيات الدراجات الإحترافية (الإنجليزية)
- ويلسون سيبيدا على موقع نسبة الدراجات (الإنجليزية)